# Landschaftsschutzgebiet Brabecke und Gellinghauser Bach mit Seitentälern von nördlich Brabecke bis Osterwald und südlich Bödefeld

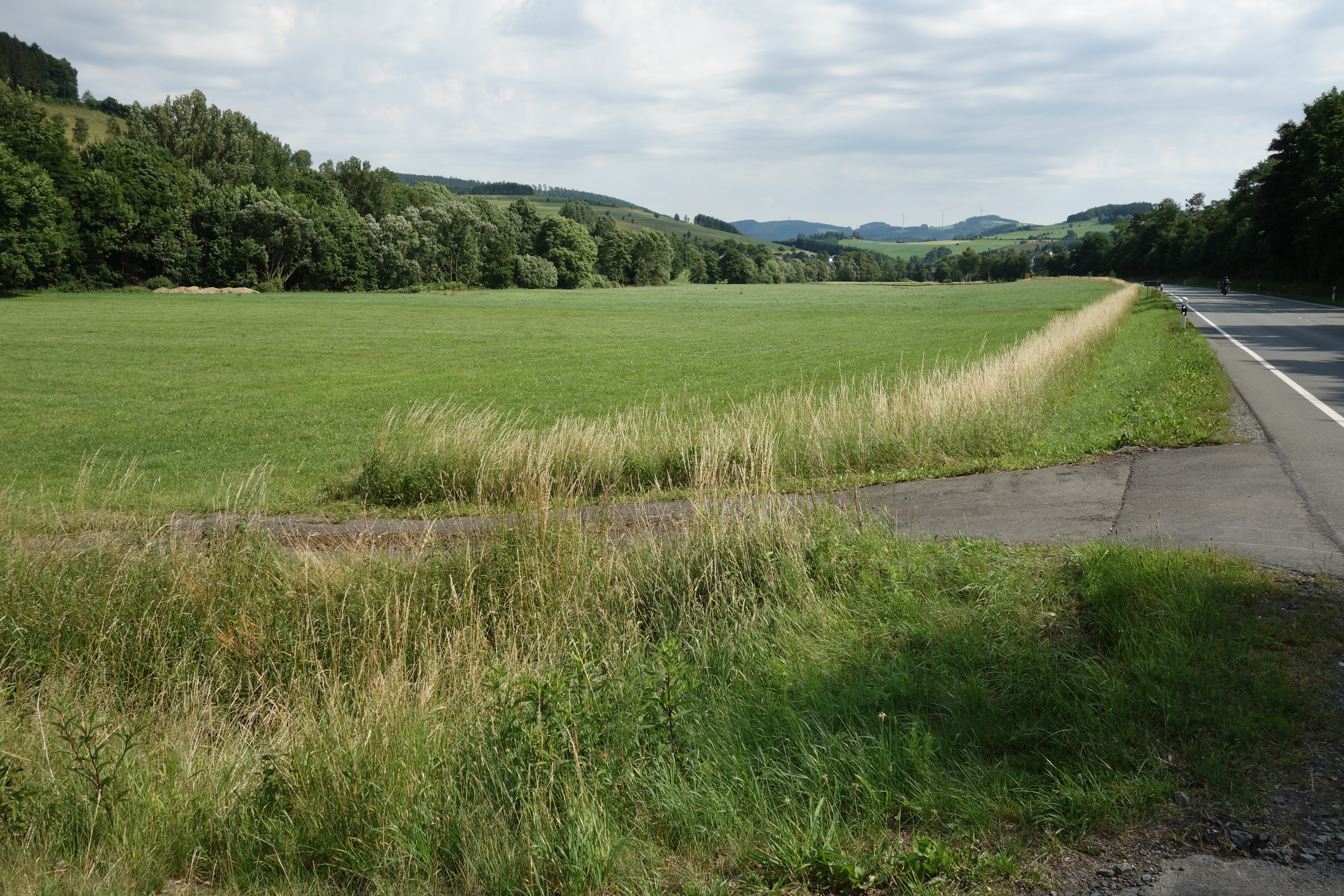
LSG-Teilfläche nördlich Gellinghausen

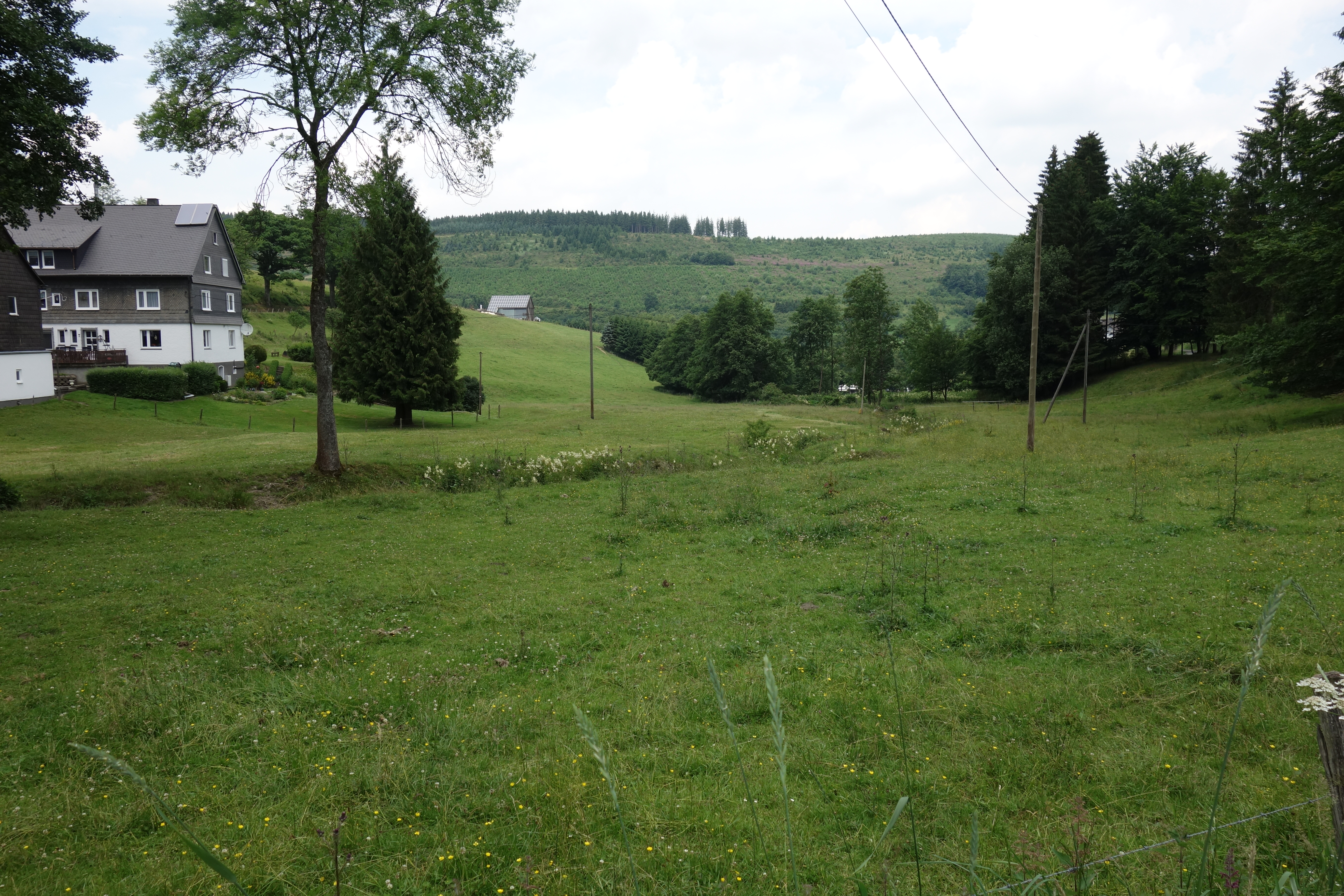
LSG-Teilfläche nördlich der südlichen Häuser von Osterwald

Das Landschaftsschutzgebiet Brabecke und Gellinghauser Bach mit Seitentälern von nördlich Brabecke bis Osterwald und südlich Bödefeld mit 101,6 ha Größe liegt im nördlichen Stadtgebiet von Schmallenberg. Das Gebiet wurde 2008 vom Kreistag des Hochsauerlandkreises mit dem Landschaftsplan Schmallenberg Südost als Landschaftsschutzgebiet (LSG) ausgewiesen. 

## Beschreibung
Das LSG besteht aus 25 Teilflächen. Es handelt sich um Talbereiche der dortige Flüsse mit Grünland-Aue. Das LSG reicht teilweise bis in die Dörfer. Das LSG geht im Norden bis an die Stadtgrenze.
Das Landschaftsschutzgebiet Brabecke und Gellinghauser Bach mit Seitentälern von nördlich Brabecke bis Osterwald und südlich Bödefeld wurde als eines von 58 Landschaftsschutzgebieten vom Typ C, Wiesentäler und bedeutsames Extensivgrünland im Stadtgebiet von Schmallenberg, ausgewiesen. Wie in den anderen Landschaftsschutzgebieten vom Typ C in Schmallenberg besteht im LSG ein Umwandlungsverbot von Grünland und Grünlandbrachen in Acker oder andere Nutzungsformen. Eine Erstaufforstung und eine Anlage von Weihnachtsbaumkulturen ist verboten. Eine maximal zweijährige Ackernutzung innerhalb von zwölf Jahren ist erlaubt, falls damit die Erneuerung der Grasnarbe vorbereitet wird. Dies gilt als erweiterter Pflegeumbruch. Beim erweiterten Pflegeumbruch muss ein Mindestabstand von fünf Metern vom Mittelwasserbett eingehalten werden.

## Schutzzweck
Die Ausweisung erfolgte zur Ergänzung der Naturschutzgebiets-Ausweisung in den Talauen von Schmallenberg um ein Offenlandbiotop-Verbundsystem zu schaffen, damit Tiere und Pflanzen Wanderungs- und Ausbreitungsmöglichkeiten behalten, und dem Erhalt der Vorkommen geschützter Vogelarten sowie dem Schutz artenreicher Pflanzengesellschaften.